# ماریان اوپرا
ماریان اوپرا (رومانیایی: Marian Oprea؛ زادهٔ ۶ ژوئن ۱۹۸۲) ورزشکار پرش سه‌گام اهل رومانی است.
وی در مسابقات کشوری و بین‌المللی در مجموع برندهٔ ۱ مدال طلا، ۳ مدال نقره، ۳ مدال برنز شده‌است.